# Forzado orbital
El forzado orbital es el efecto sobre el clima de los cambios lentos en la inclinación del eje de la Tierra y la forma de la órbita de la Tierra alrededor del Sol (ver variaciones orbitales). Estos cambios orbitales modifican la cantidad total de luz solar que llega a la Tierra hasta en un 25% en latitudes medias (de 400 a 500 W/(m2) en latitudes de 60 grados). En este contexto, el término "forzado" significa un proceso físico que afecta el clima de la Tierra.
Una aplicación estricta de la teoría de Milankovitch no predice una edad de hielo "repentina" (que dure menos de uno o dos siglos), ya que el período orbital más rápido es de unos 20.000 años. La temporalidad de las glaciaciones pasadas coincide muy bien con las predicciones de la teoría de Milankovitch, y estos efectos pueden calcularse para el futuro.
Los ciclos de Milankovitch también están asociados con cambios ambientales durante los períodos de efecto invernadero de la historia climática de la Tierra. Los cambios en los sedimentos lacustres correspondientes a los períodos de tiempo de los ciclos orbitales periódicos se han interpretado como evidencia de forzado orbital sobre el clima durante períodos de efecto invernadero como el Paleógeno Temprano. En particular, se ha teorizado que los ciclos de Milankovitch son importantes moduladores de los ciclos biogeoquímicos durante los eventos anóxicos oceánicos, incluido el Evento Anóxico Oceánico Toarciano, el Evento Cenomaniano Medio, y el Evento Anóxico Oceánico Cenomaniano-Turoniano.

## Descripción general

Datos de núcleos de hielo. Tenga en cuenta que la duración promedio de los ciclos glaciales es de ~100.000 años. La curva azul es la temperatura, la curva verde es el CO_{2} y la curva roja es el polvo glacial arrastrado por el viento (loess). La fecha de hoy está en el lado derecho del gráfico.

A veces se afirma que la duración del pico de temperatura interglacial actual será similar a la del pico interglacial anterior (etapa Sangamonian/Eem). Por lo tanto, podríamos estar acercándonos al final de este período cálido. Sin embargo, esta conclusión probablemente sea errónea: las longitudes de los interglaciales anteriores no fueron particularmente regulares (ver gráfico a la derecha). Berger y Loutre (2002) sostienen que “con o sin perturbaciones humanas, el clima cálido actual puede durar otros 50.000 años. La razón es un mínimo en la excentricidad de la órbita de la Tierra alrededor del Sol”. Además, Archer y Ganopolski (2005) informan que las probables emisiones futuras de CO2 pueden ser suficientes para suprimir el ciclo glacial durante los próximos 500 años.
Obsérvese en el gráfico la fuerte periodicidad de 100.000 años de los ciclos y la sorprendente asimetría de las curvas. Se cree que esta asimetría es el resultado de interacciones complejas de mecanismos de retroalimentación. Se ha observado que las edades de hielo se profundizan en pasos progresivos. Sin embargo, la recuperación a las condiciones interglaciares se produce en un solo gran paso.
La mecánica orbital requiere que la duración de la temporada sea proporcional al área de barrido del cuadrante estacional, de modo que cuando la excentricidad es extrema, la temporada en el lado opuesto de la órbita pueda durar más.
Hoy en día, en el hemisferio norte, el verano es 4,66 días más que el invierno y la primavera es 2,9 días más que el otoño. A medida que la precesión de los equinoccios cambia el lugar de la órbita de la Tierra donde ocurren los solsticios y equinoccios, los inviernos en el hemisferio norte se alargarán y los veranos se acortarán, creando eventualmente condiciones que se cree que son favorables para desencadenar el próximo período glacial.
Se cree que la disposición de las masas terrestres en la superficie de la Tierra refuerza los efectos de forzado orbital. Las comparaciones de reconstrucciones de continentes tectónica de placas y estudios paleoclimáticos muestran que las variaciones orbitales tienen el mayor efecto durante las eras geológicas en las que las masas de tierra se han concentrado en regiones polares, como es el caso hoy. Groenlandia, la Antártida y las partes septentrionales de Europa, Asia y América del Norte están situadas de tal manera que un cambio menor en la energía solar inclinará el equilibrio en el clima del Ártico, entre la preservación de la nieve y el hielo durante todo el año y el derretimiento completo en verano. La presencia o ausencia de nieve y hielo es un mecanismo de realimentación positiva para el clima bien comprendido.